# Шахова олімпіада 1939
8-а шахова олімпіада проходила в столиці Аргентини місті Буенос-Айрес з 24 серпня до 19 вересня 1939 року. Участь в олімпіаді взяли 27 країн. Це була перша олімпіада за межами Європи.
У турнірі планували взяти участь близько 40 країн, хоча змогли приїхати лише 27. Відмовились від участі чотириразові олімпійські чемпіони — збірна США та дворазові олімпійські чемпіони — збірна Угорщини. Також через фінансові проблеми не надіслала команду і федерація шахів Югославії. Але взяла участь збірна Німеччини, яка відновила членство у ФІДЕ. Німецька команда була посилена шахістами з анексованої Австрії (1-а шахівниця — Е. Еліскасес, 4-а — А. Беккер).
Вперше Південноамериканський континент був представлений 11-ма командами; для багатьох шахістів цих команд цей виступ став дебютом на Олімпіадах.
Проведення такого великого турніру розігріло інтерес місцевого населення до шахів. Було куплено кілька тисяч постійних абонементів. У змагальному залі, в окремі дні, були присутні більше трьох тисяч глядачів.
Раніше Олімпіади проводили за круговою системою, але цього разу через велику кількість учасників команди розбили на чотири групи по 6—7 команд у кожній. Із кожної групи у фінал виходили 4 найкращі команди, інші розігрували місця з 17-го по 27-е. Крім того, команда, яка зайняла 1-е місце у другому фіналі («Фінал Б»), нагороджувалась Кубком президента Аргентини Ортіса.
На цій Олімпіаді вперше виступив екс-чемпіон світу Хосе Рауль Капабланка. Він зіграв 16 партій, у 7 переміг, решту закінчив внічию. Як і на минулих олімпіадах, команду Франції очолював чемпіон світу Олександр Альохін, який тільки-но закінчив турне Південною Америкою, через що до своєї команди приєднався лише в Буенос-Айресі.
Перший неприємний інцидент стався за день до початку півфіналів. Капітан німецької команди зажадав від організаторів, аби чехословацький прапор замінили на прапор протекторату Богемії і Моравії. Збірна Чехословаччини стала протестувати, її підтримали багато інших команд. Прапор залишили, і він до кінця змагання висів над театром «Політея».
Із груп вийшли всі фаворити. Команді Латвії вдалося обійти збірну Третього рейху. Перед початком фіналу виникла чергова проблема, організатори ніяк не могли домогтися повернення кубка Гамільтона—Рассела, який зберігався в Нью-Йорку в шаховому клубі імені Ф. Маршалла. Американська сторона посилалася на те, що команда, яка тричі поспіль вигравала Олімпіади, за статутом отримувала кубок на довічне зберігання. Але це правило діяло лише тоді, якщо команда продовжувала подальшу участь у змаганнях. Після великих зусиль, втрутилося навіть аргентинське посольство, кубок доставили в Буенос-Айрес.
1 вересня розпочався фінальний турнір. Початок першого туру збігся з нападом Німеччини на Польщу, у відповідь Англія відразу ж оголосила війну Німеччині. Англійські шахісти відмовилась від подальшої участі й повернулись додому. Чемпіон світу Альохін виступив по радіо і в пресі з вимогою оголосити бойкот німецькій команді. Олімпіада опинилась під загрозою зриву. Більша частина делегацій вимагала виключення німецької збірної, але організатори не погодились з цим. Було прийнято рішення, що Франція й Польща не гратимуть проти команди Німеччини, і кожна збірна цих трьох країн отримає по два очки. Також проти німців відмовилася грати збірна Палестини. У свою чергу німці заборонили збірній Чехословаччини грати проти Франції та Польщі. Врешті-решт 6 матчів не було зіграно взагалі.
Вдалим видався старт для збірної Аргентини. Після 3-х перемог вони випереджали переслідувачів на 1,5 очка. Але в 4-му турі поступилися команді Німеччини, яка обійшла їх на пів очка. Після подолання екватору турніру майже у половини команд зберігалися шанси на призові місця. Стабільно виступала шведська команда, незважаючи на поразку від бразильців у 8-му турі, вона залишалася в групі лідерів.
За тур до кінця змагань німецька команда випереджала естонців і поляків на два очки. В останньому турі вона не стала ризикувати, закінчивши гру проти команди Нідерландів унічию. Друге місце посіли поляки, які розгромили збірну Данії з рахунком 3 ½ на ½. Команда Естонії в останньому турі поступилася з мінімальним рахунком збірній Аргентині і в результаті фінішувала третьою. За історію естонської збірної цей виступ був третім і на той час найбільш вдалим. Четверте місце дісталося команді Швеції, яка виступала на цьому турнірі без свого провідного шахіста Г. Штольца.
За перше місце в фіналі «Б» вели боротьбу команди Ісландії та Канади. У результаті обидві команди набрали однакову кількість очок (по 28), Кубок президента Аргентини вручили команді Ісландії лише через більшу кількість виграних матчів. В ісландській збірній відзначилися Гудмундссон (11 з 14) і Арнлаугссон (7½ з 10). Серед канадців найбільш вдалим виявився чотирнадцятирічний Деніел Абрагам Яновський, який грав на 2-й шахівниці, він набрав 13½ очок із 16 можливих.
Загалом на олімпіаді було зіграно 930 партій.
Після закінчення турніру багато учасників не стали повертатися в Європу, зокрема, в Аргентині назавжди залишилися М. Найдорф і А. Беккер, а Г. Штальберг залишався там до 1948 року. Кубок Гамільтона—Рассела в Німеччину так і не привезли, він залишався в Буенос-Айресі до наступної Олімпіади, яка відбулася тільки через 11 років — в 1950 році в Дубровнику.

## Групи (Півфінали)

### Перша група
| Місце | Країна                        | 1  | 2  | 3  | 4  | 5  | 6  | 7  |  | + | − | = | Очки |
| ----- | ----------------------------- | -- | -- | -- | -- | -- | -- | -- |  | - | - | - | ---- |
| 1—2   | Польща                        |    | 2  | 3  | 3½ | 2½ | 4  | 3½ |  | 5 | 0 | 1 | 18½  |
| 1—2   | Протекторат Богемії і Моравії | 2  |    | 2½ | 3½ | 3  | 4  | 3½ |  | 5 | 0 | 1 | 18½  |
| 3     | Англія                        | 1  | 1½ |    | 3  | 2½ | 2½ | 3  |  | 4 | 2 | 0 | 13½  |
| 4     | Бразилія                      | ½  | ½  | 1  |    | 3  | 3½ | 4  |  | 3 | 3 | 0 | 12½  |
| 5     | Канада                        | 1½ | 1  | 1½ | 1  |    | 3½ | 2½ |  | 2 | 4 | 0 | 11   |
| 6     | Перу                          | 0  | 0  | 1½ | ½  | ½  |    | 2½ |  | 1 | 5 | 0 | 5    |
| 7     | Парагвай                      | ½  | ½  | 1  | 0  | 1½ | 1½ |    |  | 0 | 6 | 0 | 5    |

### Друга група
| Місце | Країна    | 1  | 2  | 3  | 4  | 5 | 6  | 7  |  | + | − | = | Очки |
| ----- | --------- | -- | -- | -- | -- | - | -- | -- |  | - | - | - | ---- |
| 1     | Латвія    |    | 1½ | 3½ | 2½ | 3 | 3  | 4  |  | 5 | 1 | 0 | 17½  |
| 2     | Німеччина | 2½ |    | 2½ | 2  | 3 | 2½ | 3½ |  | 5 | 0 | 1 | 16   |
| 3     | Чилі      | ½  | 1½ |    | 2½ | 3 | 3  | 3½ |  | 4 | 2 | 0 | 14   |
| 4     | Франція   | 1½ | 2  | 1½ |    | 2 | 3  | 3½ |  | 2 | 2 | 2 | 13½  |
| 5     | Болгарія  | 1  | 1  | 1  | 2  |   | 3  | 2  |  | 1 | 3 | 2 | 10   |
| 6     | Уругвай   | 1  | 1½ | 1  | 1  | 1 |    | 3  |  | 1 | 5 | 0 | 8½   |
| 7     | Болівія   | 0  | ½  | ½  | ½  | 2 | 1  |    |  | 0 | 5 | 1 | 4½   |

### Третя група
| Місце | Країна     | 1  | 2  | 3  | 4  | 5  | 6  | 7  |  | + | − | = | Очки |
| ----- | ---------- | -- | -- | -- | -- | -- | -- | -- |  | - | - | - | ---- |
| 1     | Аргентина  |    | 2½ | 3  | 2½ | 2½ | 3½ | 4  |  | 6 | 0 | 0 | 18   |
| 2     | Литва      | 1½ |    | 1½ | 3  | 2½ | 4  | 4  |  | 4 | 2 | 0 | 16½  |
| 3     | Нідерланди | 1  | 2½ |    | 2  | 2½ | 3½ | 3½ |  | 4 | 1 | 1 | 15   |
| 4     | Данія      | 1½ | 1  | 2  |    | 2  | 4  | 3  |  | 2 | 2 | 2 | 13½  |
| 5     | Ісландія   | 1½ | 1½ | 1½ | 2  |    | 3½ | 3  |  | 2 | 3 | 1 | 13   |
| 6     | Ірландія   | ½  | 0  | ½  | 0  | ½  |    | 3  |  | 1 | 5 | 0 | 4½   |
| 7     | Еквадор    | 0  | 0  | ½  | 1  | 1  | 1  |    |  | 0 | 6 | 0 | 3½   |

### Четверта група
| Місце | Країна    | 1  | 2  | 3  | 4  | 5  | 6  |  | + | − | = | Очки |
| ----- | --------- | -- | -- | -- | -- | -- | -- |  | - | - | - | ---- |
| 1     | Швеція    |    | 1  | 2½ | 2½ | 4  | 4  |  | 4 | 1 | 0 | 14   |
| 2     | Естонія   | 3  |    | 1½ | 2½ | 2  | 4  |  | 3 | 1 | 1 | 13   |
| 3     | Палестина | 1½ | 2½ |    | 1  | 3½ | 2½ |  | 3 | 2 | 0 | 11   |
| 4     | Куба      | 1½ | 1½ | 3  |    | 1  | 3  |  | 2 | 3 | 0 | 10   |
| 5     | Норвегія  | 0  | 2  | ½  | 3  |    | 2½ |  | 2 | 2 | 1 | 8    |
| 6     | Гватемала | 0  | 0  | 1½ | 1  | 1½ |    |  | 0 | 5 | 0 | 4    |

## Фінал «А»

### Турнірна таблиця
| Місце | Країна         | Склад команди                                                                                                | Очки  |
| ----- | -------------- | --- | ----- |
| 1     | Німеччина      | Еріх Елісказес, Пол Мічел, Людвіг Енджелс, Альберт Беккер, Генріх Рейнхард                                   | 36    |
| 2     | Польща         | Ксавери Тартаковер, Мігель Найдорф, Пауліно Фрідман, Теодор Регеджинський, Францішек Сулік                   | 35½   |
| 3     | Естонія        | Пауль Керес, Ілмар Рауд, Пол Фелікс Шмідт, Гунар Фрідман, Йохан Турн                                         | 33½   |
| 4     | Швеція         | Гідеон Штальберг, Ерік Ландін, Нільс Берґквіст, Госта Денілсон, Бент Екенберг                                | 33    |
| 5     | Аргентина      | Роберто Ґрау, Луїс П'яцціні, Хакобо Больбочан, Карлос Гуймард, Ісаяс Плесі                                   | 32½   |
| 6     | Чехословаччина | Карел Опоченскі, Ян Фолтис, Жирі Пелікан, Карел Скалічка, Франтішек Зіта                                     | 32    |
| 7     | Латвія         | Владімірс Петровс, Фрічіс Апсенікс, Мовас Фейгінс, Лукіс Енджеліс, Мелнагіліс                                | 31½   |
| 8     | Нідерланди     | Тео ван Схелтінґа, Ніколаас Кортлевер, Адріан де Грот, Лодевейк Прінс, Кріс де Ронде                         | 30½   |
| 9     | Палестина      | Моше Черняк, Йожеф Порат, Віктор Вінз, Зельман Клейстан, Мір Рауч                                            | 26    |
| 10    | Франція        | Олександр Алехін, Арістад Громер, Віктор Кан, Барбатто Рометті, Дез                                          | 24½   |
| 11    | Куба           | Хосе Рауль Капабланка, Лопез, Алеман, Бланко, Планас                                                         | 22½   |
| 12    | Чилі           | Маріанно Кастілло, Родріго Флорес, Рене Летельє, Салас, Рід                                                  | 22    |
| 13    | Литва          | Владас Мікенас, Повілас Вайтоніс, Маркас Лукіс, Повілас Таутвайшес, Андрешіунас                              | 22    |
| 14    | Бразилія       | Октавіо Тромповскі, Адемар Сільва Роча, Вальтер круз, Жоао де Сюза Мендес, Освальдо Круз Фільхо              | 21    |
| 15    | Данія          | Йенс Еневолдсен, Крістіан Поулсен, Крістенсен, Соренсен, Ларсен                                              | 17½   |
| 16    | Англія         | Конел Г'ю О'Донел Александер, Джордж Алан Томас, Філіп Сюарт Мілнер-Баррі, Гаррі Ґоломбек, Баруч Гарольд Вуд | — N\A |

Найкращі індивідуальні результати (за результатами ігр тільки фіналі «А») на 1-5 шахівницях відповідно отримали:
1. Хосе Рауль Капабланка ( Куба),
2. Йозеф Порат ( Палестина) та Мечислав Найдорф ( Польща),
3. Людвіг Енджелс ( Німеччина),
4. Гуннар Фрідеман ( Естонія),
5. Ісаяс Плесі ( Аргентина).

### Матчі
- Очки — сума набраних очок усіма шахістами (1 за перемогу шахіста, ½ за нічию, 0 — за поразку);
- КО — неофіційні командні очки (КПер — перемога команди, КНіч — нічия, КПор —поразка), набрані всією командою (2 за перемогу команди, 1 — нічия, 0 — поразка).
- Синім кольором позначено скасовані ігри (суперникам зарахували по 2 очки);
- Команда Англії знялась зі змагань;

| Місце | Команда                       | 1  | 2  | 3  | 4  | 5  | 6  | 7  | 8  | 9  | 10 | 11 | 12 | 13 | 14 | 15 | Очки | КО | КПер | КНіч | КПор |
| ----- | ----------------------------- | -- | -- | -- | -- | -- | -- | -- | -- | -- | -- | -- | -- | -- | -- | -- | ---- | -- | ---- | ---- | ---- |
| 1     | Німеччина                     | ×  | 2  | 2½ | 3  | 3  | 3  | 3  | 2  | 2  | 2  | 3½ | 3  | 2  | 2½ | 2½ | 36   | 24 | 9    | 5    | 0    |
| 2     | Польща                        | 2  | ×  | 2½ | 1½ | 2½ | 2  | 2  | 1½ | 2  | 4  | 3½ | 4  | 2  | 2½ | 3½ | 35½  | 20 | 7    | 5    | 2    |
| 3     | Естонія                       | 1½ | 1½ | ×  | 2  | 1½ | 3  | 1½ | 2½ | 2  | 2  | 3  | 3½ | 3  | 3½ | 3  | 33½  | 18 | 7    | 3    | 4    |
| 4     | Швеція                        | 1  | 2½ | 2  | ×  | 3½ | 1½ | 1½ | 1½ | 2  | 3  | 3½ | 2½ | 3  | 1½ | 4  | 33   | 17 | 7    | 2    | 5    |
| 5     | Аргентина                     | 1  | 1½ | 2½ | ½  | ×  | 3½ | 2½ | 1½ | 2  | 2½ | 2½ | 3  | 3½ | 3½ | 2½ | 32½  | 20 | 9    | 1    | 4    |
| 6     | Протекторат Богемії і Моравії | 1  | 2  | 1  | 2½ | ½  | ×  | 3½ | 3½ | 2½ | 2  | 3  | 2  | 2½ | 3½ | 2½ | 32   | 20 | 8    | 3    | 3    |
| 7     | Латвія                        | 1  | 2  | 2½ | 2½ | 1½ | ½  | ×  | 2  | 3  | 2½ | 2½ | 3  | 3½ | 2½ | 2½ | 31½  | 21 | 9    | 2    | 3    |
| 8     | Нідерланди                    | 2  | 2½ | 1½ | 2½ | 2½ | ½  | 2  | ×  | 1½ | 2  | 2  | 2  | 3  | 2½ | 4  | 30½  | 18 | 6    | 5    | 3    |
| 9     | Палестина                     | 2  | 2  | 2  | 2  | 2  | 1½ | 1  | 2½ | ×  | 2½ | 3  | 1½ | 1  | 2½ | ½  | 26   | 14 | 4    | 5    | 5    |
| 10    | Франція                       | 2  | 0  | 2  | 1  | 1½ | 2  | 1½ | 2  | 1½ | ×  | 2  | 2  | 1  | 2  | 4  | 24½  | 10 | 1    | 7    | 6    |
| 11    | Куба                          | ½  | ½  | 1  | ½  | 1½ | 1  | 1½ | 2  | 1  | 2  | ×  | 3  | 3  | 2½ | 2½ | 22½  | 11 | 4    | 2    | 8    |
| 12    | Литва                         | 1  | 0  | ½  | 1½ | 1  | 2  | 1  | 2  | 2½ | 2  | 1  | ×  | 2½ | 2  | 3  | 22   | 11 | 3    | 4    | 7    |
| 13    | Чилі                          | 2  | 2  | 1  | 1  | ½  | 1½ | ½  | 1  | 3  | 3  | 1  | 1½ | ×  | 2½ | 1½ | 22   | 9  | 3    | 2    | 9    |
| 14    | Бразилія                      | 1½ | 1½ | ½  | 2½ | ½  | ½  | 1½ | 1½ | 1½ | 2  | 1½ | 2  | 1½ | ×  | 2½ | 21   | 7  | 2    | 2    | 10   |
| 15    | Данія                         | 1½ | ½  | 1  | 0  | 1½ | 1½ | 1½ | 0  | 3½ | 0  | 1½ | 1  | 2½ | 1½ | ×  | 17½  | 5  | 2    | 0    | 12   |
| 16    | Англія                        | X  | X  | X  | X  | X  | X  | X  | X  | X  | X  | X  | X  | X  | X  | X  | X    | X  | X    | X    | X    |

## Фінал «Б»

### Турнірна таблиця
| Місце | Країна    | Склад команди                                                      | Очки |
| ----- | --------- | ------------------------------------------------------------------ | ---- |
| 17    | Ісландія  | Балдур Мюлер, Азгейрсон, Гюдмансон, Порвалдсон, Анлаугсон          | 28   |
| 18    | Канада    | Джон Моісон, Деніел Абрагам Яновський, Опсахл, Холовач, Хельман    | 28   |
| 19    | Норвегія  | Роджан, Ларсен, Ребнорд, Австбо                                    | 27   |
| 20    | Уругвай   | Ротунно, Ханні Флеркуїн, Гулла, Рокс Кабралл, Олівейра             | 26   |
| 21    | Болгарія  | Олександр Цветков, Олег Нейкіріч, Кіпров, Кантарджієв, Карастойчев | 25½  |
| 22    | Еквадор   | Понс, Моралес, Сієра, Суарес Давілья, Аяла                         | 21   |
| 23    | Гватемала | Васаукс, Асутріас, Круз Балнес, Салзар                             | 15½  |
| 24    | Ірландія  | Джон О'Хенлон, О'Донован, Керлін, Мінніс, Неш                      | 15½  |
| 25    | Перу      | Дуланто, Пінзон Соліс, Кастро де Мендоза, Сото, Кайо               | 14   |
| 26    | Болівія   | Кордова, Пол Бендер, Родрігез Хуртадо, Завала, Рейс Веласко        | 10   |
| 27    | Парагвай  | Діз Перес, Еспінола, Латерза, Буттнер, Апонте                      | 9½   |

Найкращі індивідуальні результати (тільки у фіналі «Б») на 1-5 шахівницях відповідно отримали:
Ернст Роджан ( Норвегія), Деніел Абрагам Яновський ( Канада), Джон Гюдмансон ( Ісландія), Міхаїл Кантарджієв ( Болгарія) та Гомундур Анлаугсон ( Ісландія).

### Матчі
- Очки — сума набраних очок усіма шахістами (1 за перемогу шахіста, ½ за нічию, 0 — за поразку);
- КО — неофіційні командні очки (КПер — перемога команди, КНіч — нічия, КПор —поразка), набрані всією командою (2 за перемогу команди, 1 — нічия, 0 — поразка).

| Місце | Команда   | 16 | 17 | 18 | 19 | 20 | 21 | 22 | 23 | 24 | 25 | 26 | Очки | КО | КПер | КНіч | КПор |
| ----- | --------- | -- | -- | -- | -- | -- | -- | -- | -- | -- | -- | -- | ---- | -- | ---- | ---- | ---- |
| 16    | Ісландія  | ×  | 2½ | 2  | 3  | 2½ | 3  | 3½ | 2½ | 2  | 4  | 3  | 28   | 18 | 8    | 2    | 0    |
| 17    | Канада    | 1½ | ×  | 3  | 2  | 3  | 3  | 2  | 3½ | 3½ | 3½ | 3  | 28   | 16 | 7    | 2    | 1    |
| 18    | Норвегія  | 2  | 1  | ×  | 2½ | 1½ | 3  | 4  | 2  | 3½ | 3½ | 4  | 27   | 14 | 6    | 2    | 2    |
| 19    | Уругвай   | 1  | 2  | 1½ | ×  | 3  | 2  | 3½ | 3½ | 2½ | 3  | 4  | 26   | 14 | 6    | 2    | 2    |
| 20    | Болгарія  | 1½ | 1  | 2½ | 1  | ×  | 3  | 4  | 2½ | 3½ | 3½ | 3  | 25½  | 14 | 7    | 0    | 3    |
| 21    | Еквадор   | 1  | 1  | 1  | 2  | 1  | ×  | 3  | 2½ | 3  | 3½ | 3  | 21   | 11 | 5    | 1    | 4    |
| 22    | Гватемала | ½  | 2  | 0  | ½  | 0  | 1  | ×  | 2½ | 3  | 3  | 3  | 15½  | 9  | 4    | 1    | 5    |
| 23    | Ірландія  | 1½ | ½  | 2  | ½  | 1½ | 1½ | 1½ | ×  | 1½ | 2½ | 2½ | 15½  | 5  | 2    | 1    | 7    |
| 24    | Перу      | 2  | ½  | ½  | 1½ | ½  | 1  | 1  | 2½ | ×  | 2  | 2½ | 14   | 6  | 2    | 2    | 6    |
| 25    | Болівія   | 0  | ½  | ½  | 1  | ½  | ½  | 1  | 1½ | 2  | ×  | 2½ | 10   | 3  | 1    | 1    | 8    |
| 26    | Парагвай  | 1  | 1  | 0  | 0  | 1  | 1  | 1  | 1½ | 1½ | 1½ | ×  | 9½   | 0  | 0    | 0    | 10   |

## Жінки
В ході Олімпіади відбувся сьомий чемпіонат світу з шахів серед жінок.
- Результати:

| Місце | Гравець               | Країна         | Очки |
| ----- | --------------------- | -------------- | ---- |
| 1     | Вера Менчик           | Англія         | 18   |
| 2     | Соня Граф             | Німеччина      | 16   |
| 3     | Берна Караско         | Чилі           | 15½  |
| 4     | Ефрід Ріндер          | Німеччина      | 15   |
| 5     | Мона Мей Карф         | США            | 14   |
| 6     | Мілда Лауберте        | Латвія         | 12   |
| 7     | Марія Тереза Мора     | Куба           | 11   |
| 8     | Катеріна Рудзент      | Нідерланди     | 11   |
| 9     | Блажена Янечкова      | Чехословаччина | 9    |
| 10    | Паулетта Швардцмен    | Франція        | 9    |
| 11    | Інгрід Ларсен         | Данія          | 8½   |
| 12    | Дора Трепан де Наваро | Аргентина      | 8    |
| 13    | Індеборга Андерсон    | Швеція         | 7½   |
| 14    | Марія Бері де Монтеро | Аргентина      | 7    |
| 15    | Салом Рейчер          | Палестина      | 7    |
| 16    | Маріана Стофелес      | Бельгія        | 7    |
| 17    | M. A. де Вігел        | Уругвай        | 6    |
| 18    | Елена Раклаускене     | Литва          | 3½   |
| 19    | Рут Блоч Накеруд      | Норвегія       | 3    |
| 20    | Анабела Логід         | Канада         | 2    |